# Gefecht bei Shepherdstown
South Mountain – Harpers Ferry – Antietam – Shepherdstown
Das Gefecht bei Shepherdstown, auch Gefecht an Botelers Furt genannt, war ein Gefecht des Amerikanischen Bürgerkriegs und beendete den Maryland-Feldzug. Es fand am 19. und 20. September 1862 statt.

## Ausgangslage
Nach dem unentschiedenen Ausgang der Schlacht am Antietam lagen sich die Nord-Virginia-Armee und die Potomac-Armee in Erwartung des jeweiligen gegnerischen Angriffs einen Tag gegenüber. Die Nord-Virginia-Armee wich in der Nacht vom 18. auf den 19. September unbehelligt über den Potomac nach Virginia aus. Am südlichen Ufer ließ General Robert E. Lee eine Sicherung bestehend aus zwei schwachen Brigaden und der Reserveartillerie mit 44 Kanonen unter der Führung Brigadegeneral William Nelson Pendletons  mit dem Auftrag zurück, die Furt zu halten und so eine Verfolgung durch Truppen der Union zu verhindern. Um die Fühlung mit den Konföderierten nicht zu verlieren, hatte Generalmajor McClellan dem Kommandierenden General des V. Korps Generalmajor Fitz-John Porter gewaltsame Aufklärung über den Potomac befohlen.

## Kämpfe am 19. September
Den Aufklärungsauftrag erhielt die 2. Brigade der 1. Division unter dem Kommando Brigadegeneral Charles Griffins. Die Brigade überquerte den Fluss in der Dämmerung und besetzte die Höhen am virginischen Ufer. Pendleton hatte in der Dunkelheit vollständig den Überblick verloren. Den Batterien erlaubte er, auszuweichen und verlor die Verbindung zu ihnen. Von den planmäßig ausweichenden Infanteristen glaubte er, sie seien geflohen und ritt selbst nach hinten, um von einem Vorgesetzten – James Longstreet oder Lee – Hilfe zu erbitten. So kam es zu der völlig übertriebenen Feindmeldung um Mitternacht, in der Pendleton Lee meldete, die Unionstruppen hätten das virginische Ufer erobert und die gesamte Artillerie erbeutet. Tatsächlich waren alle Batterien planmäßig ausgewichen und hatten nur nicht mehr transportfähige Geschütze zurückgelassen. Die Verluste der Konföderierten betrugen drei Gefallene und zwölf Verwundete. Griffins Brigade wurde noch am Abend auf das andere Ufer zurückbeordert. Dabei fanden sie eines der aufgegebenen Geschütze und nahmen es mit. Die Union hatte einen Gefallenen und sieben Verwundete zu beklagen. Teile der Brigade überquerten den Fluss am nächsten Morgen noch einmal und erbeuteten weitere drei Geschütze.

## Kämpfe am 20. September
Porter ließ am Morgen Teile von zwei Divisionen den Potomac überqueren, um einen Brückenkopf zu bilden. Eine einheitliche Führung hatte er nicht befohlen. Die 1. Brigade der 1. Division unter Oberst James Barnes bezog Stellungen am Hinterhang der Höhen auf dem virginischen Ufer. Die Brigade der 2. Division ging rechts davon auf Sheperdstown vor.
Generalmajor Jackson befahl gegen 06:30 Uhr Generalmajor A.P. Hills „Light Division“, die fünf Meilen entfernt biwakierte, die Unionstruppen anzugreifen und auf das andere Ufer zurückzudrängen. Hill griff mit der gesamten Division unter dem Feuer von ungefähr 70 Geschützen der feindlichen Artillerie, die jenseits des Flusses auf den Hügeln in Stellung gegangen war, an. Die Überlegenheit der Konföderierten zwang die Unionstruppen zum Ausweichen, das nach Absprache der beiden Brigadekommandeure zunächst planmäßig erfolgte.
Das unerfahrene 118. Pennsylvania-Infanterieregiment befand sich plötzlich im Schwerpunkt des Angriffs. Die Verwundung des Regimentskommandeurs und die darauffolgende mangelhafte Befehlsübermittlung führten dazu, dass das Regiment nicht mehr planmäßig auswich. A.P. Hill beschreibt den Vorgang: „Der Gegner floh Hals über Kopf in den Fluss.“ Tatsächlich stürzten viele Soldaten über den Abhang in den Fluss, wurden dabei verwundet oder ertranken im Potomac. Lee untersagte eine weitere Verfolgung auf das Maryland-Ufer.
Eine erneute Verfolgung der Nord-Virginia-Armee unterblieb. Lee wich mit der Masse der Armee in das Shenandoah-Tal aus und beließ Teile im Raum Warrenton, Virginia.